# Thibaut Collet
Thibaut Collet (* 17. Juni 1999 in La Tronche) ist ein französischer Leichtathlet, der sich auf den Stabhochsprung spezialisiert hat.

## Leben
Thibaut Collet ist der Sohn des früheren Weltklasse-Stabhochspringers Philippe Collet (* 1963). Sein älterer Bruder Mathieu (* 1995) geht ebenfalls als Leichtathlet dieser Disziplin nach. Er tritt für den Verein Entente Athlétique de Grenoble 38 an und wird von Philippe d’Encausse und seinem Vater trainiert.
Während der COVID-19-Pandemie machte er mit Onlinevideos von Trainingseinheiten auf sich aufmerksam. Er trainierte in seinem Garten auf einer kompletten Sprunganlage mit Einstichkasten, allerdings auf Grasboden.

## Sportliche Karriere
Bei den Leichtathletik-Europameisterschaften 2022 in München belegte Collet mit übersprungenen 5,75 m den fünften Platz.